# Capensibufo
Capensibufo – rodzaj płazów bezogonowych z rodziny ropuchowatych (Bufonidae).

## Zasięg występowania
Rodzaj obejmuje gatunki występujące od rzeki Breede do obszaru na północ od miasta Knysna, w Prowincji Przylądkowej Zachodniej w Południowej Afryce.

## Systematyka

### Etymologia
Capensibufo: nowołac. capensis, od ang. Cape of Good Hope (Przylądek Dobrej Nadziei); łac. bufo, bufonis „ropucha”.

### Podział systematyczny
Do rodzaju należą następujące gatunki:
- Capensibufo deceptus Channing, Measey, De Villiers, Turner & Tolley, 2017
- Capensibufo magistratus Channing, Measey, De Villiers, Turner & Tolley, 2017
- Capensibufo rosei (Hewitt, 1926)
- Capensibufo selenophos Channing, Measey, De Villiers, Turner & Tolley, 2017
- Capensibufo tradouwi (Hewitt, 1926)